# FIA European Truck Racing Championship 2018
Die  FIA European Truck Racing Championship 2018 (auch: FIA ETRC 2018 oder Truck-Racing-Europameisterschaft 2018 der FIA) ist eine europaweit ausgetragene Motorsport-Meisterschaft in der Kategorie III, Gruppe F (Renntrucks) nach der FIA-Klassifizierung. Die Saison 2018 umfasst acht Veranstaltungen mit je vier Rennen. Sie ist die 34. Truck-Racing-Europameisterschaft überhaupt, und die 13. seitdem ihr 2006 von der FIA das Prädikat Championship verliehen wurde (zuvor hatte die Meisterschaft lediglich den Status eines Cups).

## Rennkalender
| Nr. | Datum                   | Strecke              | Land        | Ort            | Platz 1 (nach Punkten) | Punkte | Platz 2 (nach Punkten) | Punkte | Platz 3 (nach Punkten) | Punkte |
| --- | ----------------------- | -------------------- | ----------- | -------------- | ---------------------- | ------ | ---------------------- | ------ | ---------------------- | ------ |
| 1.  | 26.–27. Mai 2018        | Misano World Circuit | Italien     | Misano         | Jochen Hahn            | 50     | Steffi Halm            | 34     | Antonio Albacete       | 29     |
| 2.  | 16.–17. Juni 2018       | Hungaroring          | Ungarn      | Mogyoród       | Jochen Hahn            | 45     | Norbert Kiss           | 39     | Adam Lacko             | 32     |
| 3.  | 29. Juni – 1. Juli 2018 | Nürburgring          | Deutschland | Nürburg        | Antonio Albacete       | 48     | Jochen Hahn            | 42     | Adam Lacko             | 37     |
| 4.  | 14.–15. Juli 2018       | Slovakiaring         | Slowakei    | Orechová Potôň | Jochen Hahn            | 51     | Adam Lacko             | 36     | Norbert Kiss           | 33     |
| 5.  | 1.–2. September 2018    | Autodrom Most        | Tschechien  | Most           | Adam Lacko             | 52     | Jochen Hahn            | 43     | Sascha Lenz            | 36     |
| 6.  | 15.–16. September 2018  | Circuit Zolder       | Belgien     | Zolder         | Jochen Hahn            | 49     | Antonio Albacete       | 47     | Adam Lacko             | 31     |
| 7.  | 29.–30. September 2018  | Circuit Bugatti      | Frankreich  | Le Mans        | Jochen Hahn            | 56     | Sascha Lenz            | 40     | André Kursim           | 31     |
| 8.  | 6.–7. Oktober 2018      | Circuito del Jarama  | Spanien     | San Sebastián  | Jochen Hahn            | 51     | Antonio Albacete       | 40     | René Reinert           | 34     |

Hinweis: Alle Punktangaben unterliegen der Zustimmung der FIA (siehe jeweilige Quelle)
Kalenderquelle(n):
Datenquelle(n):

## Wertung
An jedem Rennwochenende werden jeweils vier (4) Rennen gefahren. Dabei wird jeweils beim zweiten (2.) Tagesrennen (also Rennen 2 und 4 je Rennwochenende) durch die Umkehr-Regelung die Startaufstellung des vorherigen Rennens teilweise umgedreht; dies betrifft die Top 8 am Zieleinlauf. Der Sieger des ersten oder dritten Rennens eines Wochenendes geht also im darauffolgenden Rennen (2 oder 4) von Position acht (8), der Achtplatzierte des 1. oder 3. Rennens jedoch von der Pole-Position aus ins Rennen. Die Plätze dazwischen werden entsprechend umgekehrt.
Bei der Wertung wird zwischen den Rennen mit und ohne Umkehr-Regelung unterschieden (Platz 1 – 10):
- Rennen 1 und 3 (ohne Umkehr-Regelung): 20, 15, 12, 10, 8, 6, 4, 3, 2, 1 Punkt(e)
- Rennen 2 und 4 (mit Umkehr-Regelung): 10, 9, 8, 7, 6, 5, 4, 3, 2, 1 Punkt(e)

### Fahrerwertung
Tabellenendstand nach dem 8. und letzten Lauf der Saison auf dem Circuito del Jarama in San Sebastián ( Spanien) am 6.–7. Oktober 2018:
| Pl. | Fahrer                 | Lauf 1 | Lauf 2 | Lauf 3 | Lauf 4 | Lauf 5 | Lauf 6 | Lauf 7 | Lauf 8 | Gesamtpunktzahl | Differenz |
| --- | ---------------------- | ------ | ------ | ------ | ------ | ------ | ------ | ------ | ------ | --------------- | --------- |
| 1.  | Jochen Hahn            | 50     | 45     | 42     | 51     | 43     | 49     | 56     | 51     | 387             | –         |
| 2.  | Adam Lacko             | 26     | 32     | 37     | 36     | 52     | 31     | 20     | 32     | 266             | -121      |
| 3.  | Antonio Albacete       | 29     | 10     | 48     | 25     | 20     | 47     | 30     | 40     | 249             | -138      |
| 4.  | Sascha Lenz            | 27     | 27     | 11     | 31     | 36     | 28     | 40     | 29     | 229             | -158      |
| 5.  | Norbert Kiss           | 25     | 39     | 24     | 33     | 35     | 19     | 28     | 4      | 207             | -180      |
| 6.  | Steffi Halm            | 34     | 30     | 22     | 21     | 16     | 29     | 29     | 24     | 205             | -182      |
| 7.  | René Reinert           | 18     | 29     | 13     | 22     | 28     | 18     | 9      | 34     | 171             | -216      |
| 8.  | André Kursim           | 11     | 26     | 18     | 22     | 17     | 19     | 31     | 2      | 146             | -241      |
| 9.  | José Rodrigues         | 0      | 0      | 11     | 0      | 17     | 19     | 18     | 30     | 95              | -292      |
| 10. | Shane Brereton         | 2      | 7      | 3      | 17     | 4      | 2      | 6      | 17     | 58              | -329      |
| 11. | Ryan Smith             | 13     | 20     | 8      | 0      | 0      | 0      | 0      | 0      | 41              | -346      |
| 12. | Anthony Janiec         | 14     | 0      | 17     | 0      | 0      | 0      | 0      | 2      | 33              | -354      |
| 13. | Gerd Körber            | 11     | 0      | 18     | 0      | 0      | 0      | 0      | 0      | 29              | -358      |
| 14. | Steffen Faas           | 2      | 2      | 0      | 7      | 1      | 3      | 0      | 5      | 20              | -367      |
| 15. | Oly Janes              | 0      | 0      | 0      | 2      | 3      | 4      | 3      | 1      | 13              | -374      |
| 16. | Jamie Anderson         | 3      | 3      | 0      | 0      | 0      | 4      | 1      | 1      | 12              | -375      |
| 17. | Thomas Robineau        | 7      | 0      | 0      | 0      | 0      | 0      | 0      | 0      | 7               | -380      |
| 18. | Ray Coleman            | 0      | 1      | 0      | 3      | 0      | 0      | 0      | 0      | 4               | -383      |
| 19. | Luis Recuenco          | 0      | 0      | 0      | 2      | 0      | 0      | 0      | 0      | 2               | -385      |
| 20. | Terry Gibbon           | 0      | 1      | 0      | 0      | 0      | 0      | 1      | 0      | 2               | -385      |
|     | Erwin Kleinnagelvoort  | 0      | 0      | 0      | 0      | 0      | 0      | 0      | 0      | 0               | -387      |
|     | Téo Calvet             | 0      | 0      | 0      | 0      | 0      | 0      | 0      | 0      | 0               | -387      |
|     | Eduardo Rodrigues      | 0      | 0      | 0      | 0      | 0      | 0      | 0      | 0      | 0               | -387      |
|     | Frankie Vojtíšek       | 0      | 0      | 0      | 0      | 0      | 0      | 0      | 0      | 0               | -387      |
|     | Frans Smit             | 0      | 0      | 0      | 0      | 0      | 0      | 0      | 0      | 0               | -387      |
|     | José Eduardo Rodrigues | 0      | 0      | 0      | 0      | 0      | 0      | 0      | 0      | 0               | -387      |

Datenquelle für die Tabelle:

### Team-Wertung
Tabellenendstand nach dem 8. und letzten Lauf der Saison auf dem Circuito del Jarama in San Sebastián ( Spanien) am 6.–7. Oktober 2018:
| Rang | Team                          | Fahrer                            | Trucks        | Lauf 1 | Lauf 2 | Lauf 3 | Lauf 4 | Lauf 5 | Lauf 6 | Lauf 7 | Lauf 8 | Gesamtpunktzahl | Differenz |
| ---- | ----------------------------- | --------------------------------- | ------------- | ------ | ------ | ------ | ------ | ------ | ------ | ------ | ------ | --------------- | --------- |
| 1    | Die Bullen von Iveco Magirus  | Jochen Hahn, Steffi Halm          | Iveco         | 88     | 76     | 68     | 74     | 63     | 80     | 89     | 75     | 613             | –         |
| 2    | Team Reinert Adventure        | René Reinert, Sascha Lenz         | MAN           | 54     | 63     | 35     | 58     | 66     | 50     | 53     | 63     | 442             | -171      |
| 3    | Buggyra Racing 1969           | Adam Lacko, Oly Janes             | Freightliner  | 31     | 36     | 40     | 42     | 57     | 38     | 31     | 36     | 311             | -302      |
| 4    | Truck Sport Bernau            | Antonio Albacete, Luis Recuenco   | MAN           | 34     | 16     | 51     | 30     | 21     | 49     | 34     | 41     | 276             | -337      |
| 5    | tankpool24 Racing             | Norbert Kiss, Steffen Faas        | Mercedes-Benz | 35     | 48     | 30     | 47     | 40     | 28     | 34     | 10     | 272             | -341      |
| 6    | RS Racing                     | Shane Brereton, Ryan Smith        | MAN           | 24     | 33     | 28     | 20     | 6      | 5      | 9      | 17     | 142             | -471      |
| 7    | Rebonconort Truck Racing Team | José Rodrigues, Eduardo Rodrigues | MAN           | 5      | 0      | 20     | 0      | 19     | 22     | 22     | 30     | 118             | -495      |

Datenquelle für die Tabelle:

### Promoter's Cup
Der Promoter's Cup ist eine 2017 neu eingeführte Wertung ergänzend zu den bereits etablierten Wertungen für Fahrer und Teams. Am Promoter's Cup nehmen die sonst weniger im Vordergrund stehenden Fahrer der Kategorie Chrome teil. Fahrer der Kategorie Titan sind von der Teilnahme ausgeschlossen. Fahrer der Kategorie Chrome sind alle diejenigen, die nicht als Titan klassifiziert wurden, die also nicht
- innerhalb der letzten zehn (10) Jahre eine Truck-Racing-Europameisterschaft der FIA gewonnen haben.
- die vorausgegangene Saison unter den Top 10 abgeschlossen haben.
- bei irgendeiner der Super Poles der vorangegangenen Saison einen besseren, als den 6. Platz erzielt haben.
- eines der Definitionskriterien für Platinum oder Gold gemäß Fahrer-Kategorisierung der FIA erfüllen.
- obwohl keiner der oben genannten Definitionen zugehörig, herausragende Leistungen und Erfolge erzielen.

Ziel des, mit einem Preisgeld dotierten Pomoter's Cup, ist es, auch die sonst eher im Hintergrund stehenden Fahrer und Teams stärker in den Fokus zu rücken und diesen gleichzeitig einen Ansporn zu bieten.
Tabellenendstand nach dem 8. und letzten Lauf der Saison auf dem Circuito del Jarama in San Sebastián ( Spanien) am 6.–7. Oktober 2018:
| Pl. | Fahrer                 | Lauf 1 | Lauf 2 | Lauf 3 | Lauf 4 | Lauf 5 | Lauf 6 | Lauf 7 | Lauf 8 | Gesamtpunktzahl | Differenz |
| --- | ---------------------- | ------ | ------ | ------ | ------ | ------ | ------ | ------ | ------ | --------------- | --------- |
| 1.  | Shane Brereton         | 29     | 36     | 60     | 54     | 37     | 40     | 57     | 60     | 373             | –         |
| 2.  | Steffen Faas           | 30     | 38     | 33     | 48     | 45     | 30     | 13     | 40     | 277             | -96       |
| 3.  | Oly Janes              | 17     | 26     | 16     | 31     | 47     | 51     | 42     | 41     | 271             | -102      |
| 4.  | Jamie Anderson         | 31     | 37     | 0      | 0      | 38     | 41     | 27     | 16     | 190             | -183      |
| 5.  | Luis Recuenco          | 15     | 27     | 13     | 26     | 24     | 31     | 15     | 15     | 166             | -207      |
| 6.  | Ray Coleman            | 34     | 31     | 0      | 36     | 0      | 21     | 21     | 21     | 164             | -209      |
| 7.  | Erwin Kleinnagelvoort  | 0      | 24     | 21     | 22     | 23     | 16     | 23     | 20     | 149             | -224      |
| 8.  | Terry Gibbon           | 0      | 34     | 24     | 0      | 17     | 0      | 34     | 26     | 134             | -239      |
| 9.  | Eduardo Rodrigues      | 30     | 0      | 19     | 0      | 0      | 0      | 16     | 21     | 86              | -287      |
| 10. | Thomas Robineau        | 40     | 0      | 37     | 0      | 0      | 0      | 0      | 0      | 77              | -296      |
| 11. | Frankie Vojtíšek       | 0      | 0      | 20     | 27     | 17     | 0      | 3      | 0      | 67              | -306      |
| 12. | José Eduardo Rodrigues | 0      | 0      | 0      | 0      | 15     | 27     | 0      | 1      | 43              | -330      |
| 13. | Frans Smit             | 21     | 0      | 0      | 0      | 0      | 0      | 0      | 8      | 29              | -344      |
| 14. | Téo Calvet             | 0      | 0      | 19     | 0      | 0      | 0      | 0      | 0      | 19              | -354      |

Datenquelle für die Tabelle: